# Гюрга Пинджурова
Гюрга Гюрова Пинджурова е българска оперна и народна певица.

## Биография
Родена е на 18 април 1895 г. в град Трън. Тя е била шестото дете на Гюро Майстора, известен тогава трънски дюлгерин. Като всяка надарена певица, Гюрга започва да пее още от дете песните на своята майка. „След смъртта на баща ми – разказва тя – майка ни тръгна на работа по чужди къщи и ниви. Лятно време винаги ме водеше на жътва. Оттогава помня жътварските песни и най-вече хубавата песен „Бае, пладне дойде“.
В прогимназиалните класове учителите обръщат внимание на малката народна певица. Така Гюрга Пинджурова стига до Държавното музикално училище в София през 1917 г. Там тя учи при голямата наша певица Христина Морфова. По-късно, като държавна стипендиантка, Пинджурова завършва оперно пеене в Пражката консерватория.
Завърнала се в България, Гюрга Пинджурова започва усилена концертна дейност. Учителства няколко години в своя роден край и от 1934 г. става редовна сътрудничка на Радио „София“.
През януари 1921 г. изнася първия си концерт в България, като изпълнява арии из опери и разработки на народни песни. Учителка е по пеене с известни прекъсвания през периода 1923 – 1938 г. в София, Трън и някои трънски села.
Сътрудничи на детския отдел на Радио София. Прави първите си грамофонни записи на арии, художествени и народни песни. През 1936 г. за кратко е хористка в хора на Софийската народна опера. От 1938 г. пее на живо народни песни по Радио София. През 1939 г. се появяват първите ѝ плочи с народни песни. Развива богата концертна дейност и става една от най-популярните изпълнителки на народни песни в България.
Със своя дълбок и емоционален глас, с вярното чувство към народната песен, с умението да внася нещо свое, Гюрга Пинджурова се утвърждава като една от най-добрите изпълнителки на народни песни. Наред с традиционния фолклор, записва и песни, като партизанската „Хей, поле широко“.
Умира на 10 ноември 1971 г. в София.

## Дискография

### Дългосвирещи плочи
- Български народни песни, изп. Гюрга Пинджурова – 199
- Гюрга Пинджурова – ВНА 1113

### Аудиокасети
- Гюрга Пинджурова – Непресъхващи извори – ВНМС 7643

### Плочи на 78 оборота
- Рада носи кован колан / Гугутка гука в усои – изд. номер 1180
- Град градила бела Неда / Чича рече да ме жени – изд. номер 1181
- Омиле ми, Ягодо / Аз ти постилам шарени черги – изд. номер 1779

## Награди и отличия
- През 1951 г. получава Димитровска награда.
- За заслугите ѝ към народната музика през 1969 г. Гюрга Пинджурова е удостоена със званието „народен артист“.

## Памет
- За Гюрга Пинджурова е документалният филм „Съблазни и въздържание“ (1983), реж. Здравко Драгнев, сц. Васил Джерекаров.
- През 1994 и 1995 г. в родния ѝ град се провежда Национален песенен конкурс „С песните на Гюрга Пинджурова“.
- Общинският читалищен дом в града носи името на Гюрга Пинджурова.

## Популярни песни
- „Гугутка гука в усое“;
- „Море, Рада носи кова колан“;
- „Попей ми, Янке ле, невесто“;
- „Чича рече да ме жени“;
- „Омиле ми, Ягодо“;
- „Пушка пукна“;
- „Страхил войвода“;
- „Казвай, казвай, хайдут Велко“;
- „Стоян през гора вървеше“;
- „Слънце зайде“;
- „Хей, Балкан ти роден наш“;
- „Взехме се две сирачета“;
- „Татари мамо“ („Коя е майка все хубава“);
- „Завърти оро“;
- „Та чие су тарабице“;
- „Кавал ли свири“;
- „Бае, пладне дойде“;
- „Лена лен вадила“;
- „Закукала кукувица“;
- „Град градила бела Неда“;
- „Извор вода извирала“;
- „Гълъб гука у ябука“;
- „Тамбурице, моя денгубице“;
- „Моме, Калино“.
- „Две хора се вият“
- „Айде Ангьо“
- „Тоца бели на реката“
- „Ни прела гора“
- „Анке, лъко перо“
- „Аз ти постилям“